# حزب يمينا
يمينا ((بالعبرية: ימינה)، حرفياً اليمين أو يميناً) ويسمى ايضاً ط ب حلف اليمين المتحد: البيت اليهودي – الاتحاد الوطني – اليمين الجديد. وهو تحالف سياسي إسرائيلي يضم مجموعة من الأحزاب اليمينية المتطرفة، وتشمل اليمين الجديد واتحاد الأحزاب اليمينة (اتحاد يضم البيت اليهودي وتكوما).انقسم التحالف في 10 أكتوبر 2019 ، وأعيد تشكيله في 15 يناير 2020 في الفترة التي تسبق الانتخابات التشريعية الإسرائيلية 2020.

## قادة الحزب
| قادة الحزب | قادة الحزب | قادة الحزب | تولى المنصب | ترك المنصب |
| ---------- | ---------- | ---------- | ----------- | ---------- |
|            |            | أيليت شكد  | 2019        | 2019       |
|            |            | نفتالي بنت | 2020        | الأن       |